# Гарет Маколі
Гарет Маколі (англ. Gareth McAuley, нар. 5 грудня 1979, Ларн, Північна Ірландія) — північноірландський футболіст, захисник.
Виступав, зокрема, за клуб «Іпсвіч Таун» і «Вест-Бромвіч Альбіон», а також національну збірну Північної Ірландії.

## Клубна кар'єра
У дорослому футболі дебютував 1996 року виступами за команду клубу «Лінфілд», в якій провів три сезони.
Згодом з 1999 по 2008 рік грав у складі команд клубів «Балліклер Комрадз», «Крузейдерс», «Колрейн», «Лінкольн Сіті» та «Лестер Сіті».
Своєю грою за останню команду привернув увагу представників тренерського штабу клубу «Іпсвіч Таун», до складу якого приєднався 2008 року. Відіграв за команду з Іпсвіча наступні три сезони своєї ігрової кар'єри. Більшість часу, проведеного у складі «Іпсвіч Тауна», був основним гравцем захисту команди.
До складу клубу «Вест-Бромвіч Альбіон» приєднався 2011 року. Відтоді встиг відіграти за клуб з Вест-Бромвіча 136 матчів в національному чемпіонаті.

## Виступи за збірну
2005 року дебютував в офіційних матчах у складі національної збірної Північної Ірландії. Наразі провів у формі головної команди країни 58 матчів, забивши 7 голів.